# Liste der Baudenkmäler in Ahrem (Erftstadt)
Die Liste der Baudenkmäler in Ahrem (Erftstadt) enthält die denkmalgeschützten Bauwerke auf dem Gebiet von Erftstadt-Ahrem in Nordrhein-Westfalen (Stand: Juni 2024). Diese Baudenkmäler sind in der Denkmalliste der Stadt Erftstadt eingetragen; Grundlage für die Aufnahme ist das Denkmalschutzgesetz Nordrhein-Westfalen (DSchG NRW).

## Baudenkmäler
Die Liste der Baudenkmäler enthält Sakralbauten, Wohn- und Fachwerkhäuser, historische Gutshöfe und Adelsbauten, Industrieanlagen, Wegekreuze und andere Kleindenkmäler sowie Grabmale und Grabstätten, die eine besondere Bedeutung für die Geschichte Erftstadts haben.
Hinweis: Die Reihenfolge der Denkmäler in dieser Liste entspricht der offiziellen Liste und ist nach Bezeichnung, Ortsteilen und Straßen sortierbar.
| Bild                       | Bezeichnung                         | Lage              | Beschreibung | Bauzeit         | Eingetragen seit | Denkmal- nummer |
| -------------------------- | ----------------------------------- | ----------------- | --- | --------------- | ---------------- | --------------- |
| Klüntershof                | Klüntershof                         | Gennerstraße 36   | Das zweigeschossige Fachwerkhaus mit Krüppelwalmdach ist in Stockwerkbauweise errichtet. Von den ausgemauerten Gefachen haben zwei Gefache über dem in der Mittelachse liegenden Hauseingang geschweifte Hölzer. Das rückwärts giebelständig zur Straße gelegenen Gebäude mit Lehmausfachung ist vermutlich ein ehemaliges Wohnhaus aus dem 18. Jahrhundert. | 18. und 19. Jh. | 10.08.1982       | 006             |
| Pumpe vor Haus 22          | Pumpe vor Haus 22                   | Gennerstraße 22   | Die gusseiserne Pumpe mit einem zur Hauswand gerichteten Schwengel steht auf einem modernen Sockel. | 19. Jh.         | 10.08.1982       | 007             |
| Apolloniakapelle.          | Apolloniakapelle.                   | Am Hermeshof 26   | Die Kapelle mit weit vorkragendem Dach wurde Ende des 17. Jahrhunderts als Fachwerkbau errichtet. Das Baujahr ist auf dem Balken über dem Türsturz sichtbar eingearbeitet: Anno 1691 den 12. May. Die Gefache der Kapelle wurden in späterer Zeit nachträglich mit Backsteinen ausgemauert und erhielten wie die ebenso in Backstein erneuerten Seitenwände einen weißen Anstrich. Vor die Ostseite des Gebäudes wurde ein steinernes Kreuz als Kriegerdenkmal für die Gefallenen des Ersten Weltkrieges gesetzt. | 1691            | 15.12.1983       | 084             |
| weitere Bilder             | ehemalige Mühle                     | Mühlenstraße 19   | Das zweigeschossige Wohnhaus wurde zwischen 1778 und 1782 in Ständer- und Riegelfachwerk errichtet. Bei einer umfangreichen Restaurierung des Wohnhauses in den 1950er Jahren wurden die Gefache mit Feldbrandsteinen ausgemauert, die Fenster über die Gefache hinaus vergrößert und die Traufwand des Hauses massiv aus Backstein erneuert. Die aus Backstein gemauerten Wirtschaftsgebäude stammen überwiegend aus dem 19. Jahrhundert. Die Überbauung des Wasserrades und des Baches geschah in den 1920er Jahren. Das Antriebsrad des Mühlrades ist noch im Mühlenhaus erhalten. Das Wasserrad wurde Anfang der 1980er Jahre abmontiert. | 1778/1780       | 30.10.1985       | 099             |
| Maximinenkreuz             | Maximinenkreuz                      | Am Maximinenkreuz | Auf dem Erdsockel des steinernen Kreuzes steht ein Pfeiler mit einer Inschrift und einer Sakramentskonsole mit Muschelverzierung, darüber ein abgestufter Aufsatz, auf dem das Kreuz mit Korpus angebracht ist. Bei der Restaurierung wurde die Inschrift weiß gestrichen und dadurch hervorgehoben. Zusätzlich wurden die Buchstaben des Chronogramms in schwarzer Farbe deutlich gemacht. Das Chronogramm ergibt die Jahreszahl 1780. Die Inschrift lautet: IOANNES SCHICK ET IPSIVS VXOR GERTRVDIS STEMLER PONEBANT GERICHTSSCHEFFEN ZU LECHENICH Das steinerne Kreuz, genannt nach dem ehemaligen Besitzer, dem Kloster St. Maximin in Köln, wurde vom Pächter des Maximinenhofes errichtet und stand ursprünglich am Eingang des Hofes. Beim Abriss der Hofgebäude 1918 wurde das Kreuz entfernt und am Friedhof wieder aufgerichtet. | 1780            | 27.03.1990       | 118             |
| Hochkreuz auf dem Friedhof | Hochkreuz auf dem Friedhof          | Am Maximinenkreuz | Das Kreuz aus Muschelkalk besteht aus einem gestuften Sockel mit Inschrift, einem Aufsatz mit spitzbogiger Nische, darüber ein Kreuz mit Metallkorpus. Die Inschrift lautet: Ich bin die Auferstehung und das Leben, wer an mich glaubt, wird leben, wenn er auch gestorben ist Joh: 11, 25 | um 1920         | 27.03.1990       | 119             |
| Wegekreuz                  | Wegekreuz                           | Laacher Hof       | Das stark verwitterte Sandsteinkreuz steht auf einem Sockel in unmittelbarer Nähe des Rotbaches. Die Form und die noch zu erkennenden gekreuzten Knochen lassen auf ein Grabkreuz schließen, das nach Auflösung des Lechenicher Friedhofes an dieser Stelle als Wegekreuz Verwendung fand. | 18. Jh.         | 04.12.1990       | 140             |
| Hermeshof Wohnhaus.        | Hermeshof Wohnhaus.                 | Am Hermeshof 1    | Das Wohnhaus ist ein giebelständiger zweigeschossiger Fachwerkbau mit Pfannen gedecktem Satteldach aus dem Jahre 1689, dessen Türbalken folgende Inschrift zeigt: ANNO 1689 TEN 12. IVLIVS. Das in Stockwerkbauweise errichtete Haus hat relativ kleine Gefache und entsprechend kleine Fensteröffnungen, deren Fenster modernisiert sind. Auch Teile der Erdgeschosswand sind erneuert. Das leicht vorkragende Obergeschoss, dessen Schwellbalken profiliert ist, ruht auf den Enden der Deckenbalken. Im Jahre 1948 wurde der Treppengiebel der Straßenfront in Ziegel erneuert und ein rechtwinklig zum eigentlichen Wohnhaus stehender Erweiterungsbau errichtet. | 1689            | 19.04.1993       | 182             |
| weitere Bilder             | Pfarrkirche St. Johannes der Täufer | Gennerstraße 34   | Die einschiffige neugotische Kirche entstand 1889–1891 nach Plänen des Kölner Dombaumeisters Franz Schmitz. | 1889            | 10.05.1993       | 183             |
| Wohnhaus                   | Wohnhaus                            | Gennerstraße 12   | Das zweigeschossige Fachwerkhaus mit ausgemauerten weiß getünchten Gefachen wurde Anfang der 1990er Jahre umfassend restauriert. | 19. Jh.         | 08.10.1993       | 194             |